# حبيسة بواتييه وقضية روديرو
حبيسة بواتييه يتبعها قضية روديرو (بالفرنسية: La séquestrée de Poitiers suivie du cas Rodoreda) هو كتاب من تأليف الكاتب الفرنسي أندريه جيد الحائز على جائزة نوبل للأدب، نُشر لأول مرة
عام 1930، ويُعد من أبرز أعماله غير الروائية التي تجمع بين التحقيق الصحفي والتأمل الفلسفي في العدالة والضمير الإنساني.نشر بالعربية عن المركز القومي للترجمة عام 2017، بترجمة سحر سمير يوسف، ويقع في 156 صفحة.

## نبذة عن الكتاب
كتاب حبيسة بواتييه يتبعها قضية روديرو هو عمل توثيقي للكاتب الفرنسي أندريه جيد، نُشر عام 1930، ويتناول فيه بالتحليل والبحث القضيتين الشهيرتين في فرنسا: الأولى تتعلق بميلاني باستيان ، والثانية حول مارسيل روديرو، . يجمع الكتاب بين التحقيق الصحفي والتأمل الفلسفي، ويُظهر اهتمام جيد العميق بقضايا العدالة والضمير الإنساني، كما يُعد نموذجًا رائدًا في الكتابة الأدبية التوثيقية.

## محتوى الكتاب
يتناول الكتاب بالتفصيل والتحليل قضيتين شهيرتين أثارتا الجدل في فرنسا: الأولى تخص ميلاني باستيان، وهي امرأة احتُجزت في ظروف غير إنسانية داخل منزل والدتها في مدينة بواتييه لأكثر من خمسة وعشرين عامًا، وانتهت المحاكمة ببراءة المتهمين رغم الأدلة، ما طرح تساؤلات حول السلطة الأسرية ونظام العدالة. أما القضية الثانية، فتدور حول مارسيل روديرو، شاب يبلغ من العمر 15 عامًا، ارتكب جريمة قتل جماعي راح ضحيتها سبعة أفراد من أسرة يعمل لديها خادمًا، في منطقة شارونت عام 1973، مما دفع جيد إلى دراسة الجوانب النفسية والاجتماعية للجريمة. يجمع الكتاب بين التحقيق الصحفي والكتابة الأدبية، ويعكس اهتمام جيد العميق بمفاهيم العدالة والضمير الإنساني.

## اقتباسات من الكتاب
"لا تطلقوا الأحكام." هذه العبارة تتكرر في نهاية الكتاب، وتُعد خلاصة فلسفة جيد في التعامل مع القضايا المعقدة التي تتداخل فيها الأخلاق بالقانون .
"إن صدمة الحقيقة لا تكمن في الحدث ذاته، بل في قبولنا له بوصفه ممكنًا دون مقاومة." تعكس هذه الجملة موقف جيد من قضية ميلاني باستيان، حيث يسلط الضوء على التواطؤ المجتمعي مع الظلم .
"العدالة ليست دائمًا مرآة للحق، بل أحيانًا انعكاس مشوّه له." اقتباس يعبر عن نقده للنظام القضائي الفرنسي في تلك الفترة، خاصة بعد تبرئة المتهمين في قضية الحبس القسري.

"حين يُرتكب الشر باسم الصمت، يصبح الصمت جريمة." يبرز هذا القول أهمية الكشف عن الحقيقة وعدم التستر على الانتهاكات، وهو ما دفع جيد لتوثيق هذه القضايا.

## الأثر الأدبي والثقافي
يُعد كتاب حبيسة بواتييه يتبعها قضية روديرو لأندريه جيد مساهمة بارزة في تطور الأدب التحقيقي الفرنسي، حيث جمع بين الحس الصحفي والبعد الإنساني بأسلوب أدبي راقٍ، ما ساهم في ترسيخ مكانة التحقيق الأدبي كفن مستقل له تأثيره في الوعي الاجتماعي. وقد أثّر الكتاب في النقاشات الفكرية حول العدالة والأخلاق في فرنسا مطلع القرن العشرين، وألهم كتابًا وصحفيين لاتباع نهج جريء في تناول القضايا المعقدة، مما جعله نموذجًا يُستشهد به في تناول الجرائم من منظور إنساني لا يكتفي بسرد الوقائع بل يسائل البنية الاجتماعية والقانونية التي سمحت بوقوعها.

## العدالة في كتاب "حبيسة بواتييه يتبعها قضية روديرو"
في كتابه حبيسة بواتييه يتبعها قضية روديرو، يعرض أندريه جيد رؤيته العميقة لقضايا العدالة والضمير الإنساني، مستندًا إلى تجربته كمحلف في محكمة جنايات روان عام 1912. يسلّط جيد الضوء على اختلالات النظام القضائي الفرنسي من خلال سرد وتحليل قضيتين جنائيتين تبرز فيهما تأثير السلطة العائلية، التواطؤ المجتمعي، والقصور القانوني. لا يكتفي جيد بتوثيق الوقائع، بل يدمج المشاهدات الشخصية بالتحليل الأخلاقي، ويُختتم الكتاب بعبارته اللافتة "لا تطلقوا الأحكام"، التي تعكس فلسفة تدعو إلى التروّي ومساءلة المفاهيم التقليدية للعدالة.